# Ederaue
Ederaue este o arie protejată (arie de protecție specială avifaunistică — SPA) din Germania întinsă pe o suprafață de 3.095,57 ha, integral pe uscat.

## Localizare
Centrul sitului Ederaue este situat la coordonatele 51°02′01″N 8°37′51″E / 51.0336°N 8.6308°E.

## Înființare
Situl Ederaue a fost declarat arie de protecție specială avifaunistică în iunie 2000 pentru a proteja 32 de specii de animale.

## Biodiversitate
Situată în ecoregiunea continentală, aria protejată nu include niciun habitat protejat.
La baza desemnării sitului se află mai multe specii protejate de  păsări (32): lăcar mare (Acrocephalus arundinaceus), fluierar de munte (Actitis hypoleucos), pescăruș albastru (Alcedo atthis), rață lingurar (Anas clypeata), rață mică (Anas crecca crecca), rață fluierătoare (Anas penelope), Anas strepera strepera, Ardea cinerea cinerea, rață-cu-cap-castaniu (Aythya ferina), rața moțată (Aythya fuligula), buha (Bubo bubo), Bucephala clangula, Charadrius dubius curonicus, barză albă (Ciconia ciconia ciconia), erete de stuf (Circus aeruginosus), lebădă de iarnă (Cygnus cygnus), codalb (Haliaeetus albicilla), grelușelul-de-tufiș (Locustella fluviatilis), Luscinia svecica cyanecula, Mergellus albellus, Mergus merganser merganser, gaia neagră (Milvus migrans), vultur pescar (Pandion haliaetus), cormoran mare (Phalacrocorax carbo carbo), Podiceps cristatus cristatus, pițigoi-pungar (Remiz pendulinus), lăstun de mal (Riparia riparia), mărăcinar (Saxicola rubetra), Tachybaptus ruficollis ruficollis, fluierar cu picioare verzi (Tringa nebularia), fluierarul de zăvoi (Tringa ochropus), nagâț (Vanellus vanellus).
Pe lângă speciile protejate, pe teritoriul sitului au mai fost identificate 1 specie de păsări.